# Circuito de Pedralbes
Circuito de Pedralbes var en racerbana 7 km nordväst om Barcelona i Spanien.
Spaniens Grand Prix i formel 1 kördes här två gånger under 1950-talet. Banan är numera nedlagd.

## F1-vinnare
| Säsong | Förare             | Tillverkare |
| ------ | ------------------ | ----------- |
| 1954   | Mike Hawthorn      | Ferrari     |
| 1951   | Juan Manuel Fangio | Alfa Romeo  |